# Аналогія в нафтогазовій справі
Аналогія в нафтогазовій справі

## Аналогія між усталеною фільтрацією нестисливої однорідної нафти i газованої нафти
Аналогія між усталеною фільтрацією нестисливої однорідної нафти i газованої нафти — відповідність між потенціалом (тиском) для нестисливої нафти i функцією Христіановича для газованої нафти, що дає змогу використати розв'язки для нестисливої нафти, здійснивши відповідну заміну.

## Аналогія між фільтрацією нестисливої рідини й стисливого флюїду (газу)
Аналогія між фільтрацією нестисливої рідини й стисливого флюїду (газу) — аналогія між такими параметрами фільтрації:
- Нестислива рідина — Стисливий флюїд
- швидкість фільтрації — масова швидкість фільтрації
- тиск р — функція Лейбензона Р
- об'ємна витрата Q — масова витрата  Qм

Така аналогія дає змогу поширити розв'язки для фільтрації нестисливоі рідини на фільтрацію стисливого флюїду, тільки в них за аналогією формально слід замінити ν , р, Q на ν .ρ, Р, Qм, де ρ — густина флюїду.